# Petru I de Trani
Petru I (n. înainte de 1020) (cunoscut și sub numele de Petronius), a fost un nobil normand stabilit în sudul Italiei și devenit primul conte de Trani. El a fost unul dintre cei mai proeminenți dintre cele 12 căpetenii de mercenari normanzi care au servit sub principele Guaimar al IV-lea de Salerno. Ca urmare a divizării Apuliei între normanzi în urma conciliului de la Melfi din 1042, Petru a obținut stăpânirea asupra Trani, cu toate că acesta încă se afla în posesia bizantinilor. În cadrul aceleiași divizări, fratele său Valter de Lesina a obținut Civitate.
Petru a sosit probabil în Italia de sud în jurul anului 1035. Nu se știe cu certitudine dacă Petru provenea într-adevăr din Normandia; el poate la fel de bine să fi fost originar din Bretagne sau din Île-de-France. Tatăl său, Amicus (Amico), ar fi putut fi înrudit cu neamul Hauteville prin căsătorie. În 1038, Peter a participat la campania bizantină comandată de generalul George Maniaces împotriva sarazinilor din Emiratul de Sicilia. În timpul luptelor, el s-a aflat de obicei alături de Guillaume Braț de Fier, comandantul trupelor normande și primul conte normand de Apulia. După divizarea operată la 1042, Petru a fortificat regiunea din jurul Trani, construind noi așezări la Andria și Corato și refortificând Bisceglie și Barletta, după cum consemnează cronica lui Guglielmo de Apulia.
În 1046, s-a înregistrat primul atac al său asupra Trani, el reușind să captureze suburbiile și împrejurimile, dar nu și cu orașul în sine, care era apărat de trupele bizantine de sub comanda lui Argyrus, un fost aliat al normanzilor. Locuitorii din Trani erau mai degrabă susținători ai bizantinilor decât ai invadatorilor normanzi.
Tot în 1046, Petru a fost unul dintre candidații care să îi succeadă lui Guillaume "Braț de Fier". Potrivit lui Guglielmo de Apulia, deși el era candidatul cu cele mai multe șanse (fiind cel mai bogat), el s-a confruntat la Melfi cu frații lui Guillaiume, Umfredo și Drogo și se presupune că aceștia l-ar fi rănit mortal în cursul unui duel. Mai probabil este că el ar fi fost doar luat captiv, dat fiind că ulterior se consemnează că el ar fi condus alături de Umfredo o armată normandă împotriva lui catepanului Argyrus în 1053. Argyrus își traversase trupele pe vase la Siponto. Acolo el a fost înfrânt, suferind pierderi grele și, fiind grav rănit, a scăpat cu mare greutate la Viesti, potrivit autorului Anonymus Barensis.
Petru este menționat de către cronicarul Amato de Montecassino ca intrând din nou în Melfi în 1057, pentru a disputa succesiunea cu fratele mai mic al lui Drogo, Robert Guiscard. Potrivit aceleiași surse, locuitorii din Melfi s-au revoltat împotriva sa, determinându-l să caute refugiu la Cisterna. Se pare că Petru și Guiscard au încheiat pace, dat fiind că, după cum notează Amatus, cele două fiice ale lui Petru s-ar fi căsătorit cu doi nobili bogați indicați de către Guiscard.
În 1064, cel de al doilea fiu al lui Petru, Godefroi, face trimitere la tatăl său ca magni comitis Petroni într-un act de donație către mănăstirea Sfintei Treimi din Venosa. Fiul mai tânăr al lui Petru, Petru, a confirmat această donație cu precizarea pro remedio anime (ejus). Petru I nu a reușit să cucerească Trani până la moarte. El este uneori confundat cu fiul său omonim. Contele "Petrone" care l-a înfrânt pe Argyrus în 1053 are un item în Prosopography of the Byzantine World și este identificvat acolo ca fiu al lui Amicus, așadar este vorba de Petru I, deși alte surse consideră că sub numele de Petronius din 1053 ar fi vorba de Petru al II-lea. Relația lui Petru I cu celălalt fiu al său, Godefroi este menționată în scrierea lui Lupus Protospatarul. Despre primul său fiu, Amicus, nu se cunosc date.